# 斯提里科
弗拉维斯·斯提里科（Flavius Stilicho，约359－408年）也译作斯蒂里格、斯底里哥，是拥有半蛮族的血统的高级将领，勋贵和罗马帝国执政官。

## 生涯
斯提里科出生在日耳曼地区，是一位汪达尔父亲与罗马人母亲所生的孩子。尽管他父亲是一位汪达尔人，沒有甚麼證據顯示斯提里科不認為自己是罗马人。由于他的高位，他很可能不像其他许多日耳曼基督徒一样是一位阿里乌派，而不是尼西亚正统。大多数皇帝是天主教徒，他们不会把帝国的安全大任托付给一位阿里乌派，并且斯提里科是在狄奥多西一世的手下得到晋升，而正是狄奥多西一世把尼西亚派的信仰确立为罗马帝国的国教。
他加入了罗马军队并且在从君士坦丁堡统治罗马帝国东半部的狄奥多西一世治下得到晋升。这位皇帝是最后一位统治整个罗马帝国的皇帝。公元383年，狄奥多西以全权公使的身份派他到沙普尔三世谈判亚美尼亚划分问题的和平解决。由于和平对话的成功，当返回君士坦丁堡时，斯提里科被许诺封为保民官，然后是将军（大元帅）。皇帝认识到斯提里科可以成为宝贵的助手。为了和他结亲，狄奥多西将侄女塞丽娜下嫁给斯提里科。这场婚姻发生在斯提里科的波斯之行之后不久，最后，塞丽娜为斯提里科生下了一位名叫欧奇里乌斯的儿子，两位女儿玛利亚和蒂尔曼提亚。
在公元392年西部皇帝瓦伦提尼安二世去世后，斯提里科帮助狄奧多西扩充军队。凭借这支军队狄奥多西一世得以在冷河战役（福里吉德河战役）大败提倡异教的西部皇帝尤吉尼厄斯。在那次战役中，他是东方的一名指挥官，他的一名战友便是西哥特酋长亚拉里克一世。这位蛮族酋长在那指挥了大批哥特辅助部队。斯提里科在该战役中扬名，疲惫不堪的狄奥多西大帝认为值得将罗马帝国未来安全托付给他。在公元395年临终，最后一位统一的罗马帝国皇帝将他的儿子，即将继任的西罗马帝国皇帝霍诺里乌斯托孤于他。

## 霍诺里乌斯时代
在狄奥多西皇帝死后，霍诺里乌斯从他的父亲手上继承到西罗马帝国，斯提里科成为西部帝国的军队最高统帅；与此同时，他的对手鲁菲努斯在东部实际上掌握了政权。就是在这种状况下，这位军队统帅积极地证明了他的能力。
在公元395年他首次被这样的政治力量所牵制。居住在下默西亚的哥特人刚刚选举阿拉里克为他们的王。阿拉里克撕毁了与罗马达成的协约并率领他的人攻入色雷斯。在冷河战役中凯旋的军队还处于集结之中，斯提里科便率领他们进攻阿拉里克的军队。此时，东罗马帝国军队还在忙于应付入寇小亚细亚和叙利亚的匈人。因此鲁菲努斯打算和阿拉里克作一次私人谈判。这次谈判的唯一结果便是导致君士坦丁堡怀疑鲁菲努斯和哥特人是一伙的。那时，斯提里科正向东行军攻击阿拉里克。根据一个追随斯提里科的诗人克劳迪安的说法，当他被阿卡迪奥斯要求退出伊利里亚行省的时候，斯提里科就快要歼灭哥特人了。很快鲁菲努斯便被手下的军人阴谋害死了。
两年后即公元397年，斯提里科在马其顿行省大破阿拉里克军，阿拉里克逃入山中，仅以身免。同年，时代又见证他成功平息在非洲发生由吉尔多领导的吉尔多叛乱。400年，这位伟大的统帅被任命为执政官，这是他一生中荣耀的顶点。
公元401年，两位蛮族酋长即阿拉里克和东哥特领袖拉达盖苏斯，决定对罗马帝国发动联合入侵。拉达盖苏斯和与之同行的阿兰人、苏维汇人还有汪达尔人首先发动了进攻，侵入了雷蒂亚，斯提里科率领军队向那个区域急行军，横渡多瑙河并将拉达盖苏斯粉碎在那。接着，他迅速的把注意力转向了侵入意大利的阿拉里克和他的西哥特人。他把他的三万主力部队抛下, 率领着最精锐的部队在米兰城下对阿拉里克发动了惊人的夜袭。因此，这位西哥特人首领不得不加紧对米兰的围攻。他手下的一位酋长恳求阿拉里克撤退，然而阿拉里克选择了拒绝。
复活节星期日在波伦提亚（402年4月6日），斯提里科战胜了阿拉里克，奪取了他的营地並俘虜了他的妻子。阿拉里克與大部分部眾成功逃脫。这场胜利也是最后一个在罗马庆祝的凯旋了。到了403年，优秀的斯提里科再一次击败了阿拉里克，如果吉本所言无误，这位蛮族首领全賴他的马跑得快才得以逃生。这次，双方达成了一个协议，阿拉里克迁往伊利里亚。在公元406年的晚些时候，斯提里科向君士坦丁堡要求归还伊利里亚的东半部（那个地区的行政权被狄奥多西大帝移交给了东部帝国），威胁如果东部帝国抗拒就开战。这次事件的确切结果不得而知，但是斯提里科很有可能想要雇佣阿拉里克和他的百战雄兵作为同盟以对抗威胁着西部帝国的阿兰人、汪达尔人和苏维汇人。为了实现这一点，可能需要使阿拉里克对伊利里亚的控制合法。
公元405年，斯提里科下令烧毁西比林书（按：为官方承认的西比林书早已于公元64年罗马大火中烧毁，那时候流传的应该是民间所编造的，当系伪书，详见李维《罗马史》），因为它的故事和预言被用于攻击罗马政府。

## 垮台
尽管他在对抗哥特人的过程中取得了巨大成功，北方的莱茵河前線由於缺乏足夠兵力防守，在406年的最后一天被蛮族渡过。这次失败使一系列的罗马城市被摧毁，驻扎在不列颠尼亚和高卢的军队叛变，斯提里科的威望受到重挫。斯提里科说服元老院兑现对阿拉里克的经济援助（他开始威胁要入侵意大利，自从406/407年斯提里科不能再向他提供经济和军事支持），因为他想派遣那些西哥特人作为同盟者到高卢去。斯提里科未能成功处置篡位者、不列颠的造反将领君士坦丁三世，加上有谣言说斯提里科是鲁菲努斯的谋害者，还计划把自己的儿子放上东部帝国的皇位成为阿卡迪奥斯的继任者，这一切都造成了叛乱。帕维亚的罗马军团于8月13日发动了兵变，至少杀害了至少7名帝国资深军官。（佐西姆斯 5.32）接下来发生的事件，据约翰·马修斯观察，是斯提里科的政敌导演的政变。斯提里科被解职回到拉文纳，遭到囚禁，408年8月23日被斩首。不久之后，他的儿子欧奇里乌斯在罗马被谋杀。

## 身后之事
由于斯提里科垮台并被处决所造成的影响，在意大利的蛮族同盟者的家属遭到本土罗马人的屠杀。这次事件的后果自然是造成該等蠻族同盟者（估计约有三万人之众）立即倒戈到阿拉里克旄下寻求保护，並要求在他领导下对那些卑鄙的羅馬人復仇。就这样，这位西哥特人率领军队翻过尤里安阿尔卑斯山脉（在今斯洛文尼亚），进攻意大利的心脏地带。408年9月，这些野蛮人兵临罗马城下。
因为缺乏一位像斯提里科这样的优秀将军去掌控主要由蛮族組成的羅馬军队，霍诺里乌斯對於打破包围可以做的事不多，只好采取一种消极政策等待阿拉里克主动解围，在此期间把所有的希望寄托在集结中的军队。可等来的却是长达两年的政治军事斗争。
哥特人之王阿拉里克企图和罗马政府达成一份永久性和约并且得到居住于罗马领土的权利。他三次对罗马围而不攻，而此时罗马的意大利军队只能在旁边无望地观望。第四次围攻的谈判失败了，他于公元410年8月将它洗劫一空。斯提里科的离去是这个灾难性事件的催化剂。

## 艺术形象
斯提里科往往以一位主角和一位对手出现在大量艺术作品中：
- 斯提里科是菲利克斯·丹（英语：Felix Dahn）的出版于1901年的小说斯提里科 主角，在那里头是一位忠诚而诚实的将军。
- 在杰克·怀特的早期小说亚瑟王系列。在这些书中，他与那个不列颠家族有广为人知的联系，通过这个，他把斯提里科与亚瑟王、梅林和卡米洛特的传奇联系在一起。
- 在威廉·纳皮尔（Willam napier）的阿提拉三部曲中（2005）。因为怀疑他与年轻的皇家人质阿提拉有密谋，他被公主加拉·帕拉西达（Galla Placida）授命杀害。
- 在华莱士·布罗姆（英语：Wallace Breem）的小说雪中之鹰（英语：Eagle in the Snow） 作为一位配角出场。
- 在战略游戏罗马：全面战争的一个资料片罗马全面战争：蛮族入侵中，斯提里科是一位西罗马帝国将军。
- 在2000年的电视中篇剧集《阿提拉》中，该片的导演鲍尔斯·布思描述另一个历史人物埃提乌斯时，将斯提里科的故事部分移植到他身上。

## 资料来源
资料包括狄奥多西法典中的相关记录。关于404年前斯提里科生平的主要记录乃是诗人克劳迪安所作送给他的颂词。至于404年后所发生的事，佐西姆斯的记述是主要来源。尽管他是一个拜占庭人，他对斯提里科抱有一种强烈的厌恶之情。此外，斯提里科常常与之通信著名的异教元老院议员朋友叙马库斯之间的来往信件也是资料的一大来源。

## 拓展阅读
- Bury, J.B. History of the Later Roman Empire.
- Ferrill, Arther. The Fall of the Roman Empire: The Military Explanation.
- Fletcher, David T. The Death of Stilicho: A Study of Interpretations. Thesis (Ph.D.)--Indiana University, Dept. of History, 2004.
- Gibbon, Edward. The Decline and Fall of the Roman Empire.
- Hodgkin, Thomas. The Barbarian Invasions of the Roman Empire. Vol. 1, the Visigothic Invasion. See Chapters XIII – XVI.
- Hughes, Ian. . Barnsley: Pen & Sword Military. 2010.
- Mazzarino, Santo. Stilicone: La crisi imperiale dopo Teodosio. Rome. 1942.
- O'Flynn, John Michael. "Generalissimos of the Western Roman Empire" The University of Alberta Press, 1983.
- Reynolds, Julian. "Defending Rome: The Masters of the Soldiers" Xlibris, 2012.[自述来源]

## 文献
- Claudian. "De Bello Gildonico"
- Claudian. "De Consulatu Stilichonis"
- Claudian. "In Eutropium"
- Claudian. "In Rufinum"
- Zosimus. Historia Nova.